# ناديجدا ماندلشتام
ناديجدا ماندلشتام (بالروسية: Мандельштам, Надежда Яковлевна)‏ (و. 1899 – 1980 م) هي كاتِبة، وكاتبة سير ذاتية، وكاتبة سير، وشاعرة من الإمبراطورية الروسية، والاتحاد السوفيتي، ولدت في ساراتوف، توفيت في موسكو، عن عمر يناهز 81 عاماً.

## روابط خارجية
- ناديجدا ماندلشتام على موقع الموسوعة البريطانية (الإنجليزية)
- ناديجدا ماندلشتام على موقع مونزينجر (الألمانية)
- ناديجدا ماندلشتام على موقع ميوزك برينز (الإنجليزية)